# Pellefigue
Pellefigue (gaskognisch Pelahiga) ist eine französische Gemeinde mit 107 Einwohnern (Stand 1. Januar 2022) im Département Gers in der Region Okzitanien (vor 2016 Midi-Pyrénées). Sie gehört zum Kanton Val de Save im Arrondissement Auch. Die Einwohner werden Pellefiguois genannt.

## Lage
Pellefigue liegt an der oberen Marcaoue, etwa 30 Kilometer südöstlich von Auch. Umgeben wird Pellefigue von den Nachbargemeinden Saint-Élix-d’Astarac im Westen und Norden, Mongausy im Norden und Nordosten, Gaujac im Osten, Sabaillan im Südosten und Süden sowie Simorre im Süden und Westen.

## Bevölkerungsentwicklung
| Jahr                       | 1962 | 1968 | 1975 | 1982 | 1990 | 1999 | 2006 | 2011 | 2020 |
| Einwohner                  | 181  | 183  | 148  | 129  | 88   | 102  | 116  | 125  | 115  |
| Quellen: Cassini und INSEE |      |      |      |      |      |      |      |      |      |

## Sehenswürdigkeiten
- Kirche Saint-Antoine
- Schloss Pellefigue

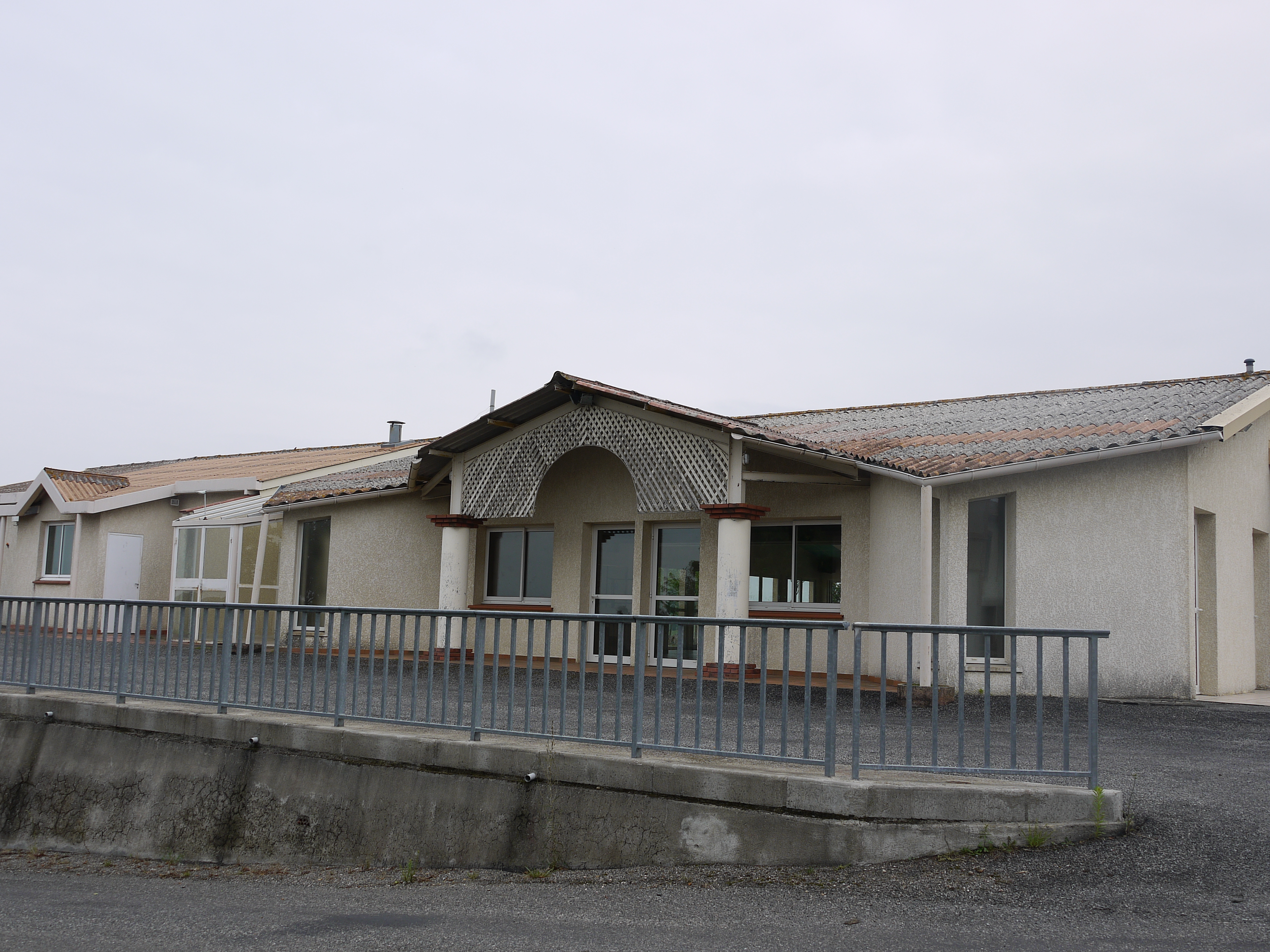
Gemeindefesthalle